# 金紅光
金 紅光（きん こっこう、きん こうこう、1957年5月9日 - ）は、中国の物理化学者。中国科学院院士。中国工学熱物理学会会長。中国民主促進会中央委員会常務委員。全国人民代表大会代表。

## 人物・経歴
吉林省長春市生まれ。両親は韓国の医師。韓国で育つが、普通高等学校招生全国統一考試を受け、1982年東北電力大学を卒業し、中国科学院熱物理学研究所助理研究員となる。国連開発計画の奨学金を得て日本に留学し、1994年に東京工業大学から博士（工学）の学位を取得。
東京工業大学資源化学研究所助手を経て、1998年に中国科学院の百人計画に選ばれ、1999年、中国科学院熱物理学研究所研究員に復帰。2013年中国科学院院士に選出。中国工学熱物理学会会長などを務め、2017年中国民主促進会中央委員会常務委員。2018年全国人民代表大会代表。

## 脚註
1. 1 2  Development of thermal power systems based on graphical exergy analysis 金, 紅光 キン, コッコウ
2. 1 2  金紅光 KAKEN キン コウコウ
3. 1 2 3 4  “金红光”.   中国科学院技术科学部. 2020年4月21日時点のオリジナルよりアーカイブ。2020年5月27日閲覧。
4. ↑  徐超 (2014). “金红光:科研要以国家需求为方向”. 《民主》 01.
5. 1 2 3  “金红光”.   中国科学院大学. 2020年5月21日時点のオリジナルよりアーカイブ。2020年5月27日閲覧。
6. ↑  “我校78级校友金红光当选中国科学院院士”.   东北电力大学 (2014年1月1日). 2018年9月15日閲覧。
7. ↑  “热烈祝贺金红光研究员当选中国科学院院士”.   中国科学院工程热物理研究所 (2013年12月19日). 2014年3月10日時点のオリジナルよりアーカイブ。2014年3月10日閲覧。
8. ↑  “中国民主促进会第十四届中央委员会主席、副主席、常委名单”.   新华网 (2017年12月6日). 2018年9月15日時点のオリジナルよりアーカイブ。2020年5月27日閲覧。
9. ↑  “（受权发布）中华人民共和国第十三届全国人民代表大会代表名单-中新网”. 中新网. 2021年2月13日閲覧。